# Elie Kakou
Elie Kakou, bürgerlich Alain Kakou (* 12. Januar 1960 in Nabeul, Tunesien; † 10. Juni 1999 in Paris, Frankreich) war ein französischer Schauspieler, Sänger, Komiker und Parodist.

## Leben und Wirken
Elie Kakou wurde als Sohn jüdischer Eltern in Nabeul geboren, wuchs aber hauptsächlich in Marseille auf.
Seine kurze Karriere, die ihn zur Kultfigur in Frankreich werden ließ, begann Anfang der 1990er Jahre mit komödiantischen Auftritten in diversen Theatern und Variete-Clubs, zu denen auch das Olympia in Paris gehörte. Viele dieser Auftritte wurden gefilmt und im Fernsehen übertragen. Seine bekannteste Rolle war die der „Madame Sarfati“, einer nach Frankreich eingewanderten jüdischen Hausfrau, die sich über Gott und die Welt ausließ und dies meist negativ. Als Parodist imitierte er vor allem Dalida, Nadia Comăneci und Jean-Paul Gaultier, der bei ihm den Namen Goudier verpasst bekam. 1994 erschien eine CD mit von ihm interpretierten Liedern.
Zwischen 1997 und 1999 war Kakou in insgesamt vier Spielfilmen zu sehen. 
Elie Kakou starb am 10. Juni 1999 an den Folgen einer Lungenkrebserkrankung, wobei seine HIV-Erkrankung seinen Tod zusätzlich beschleunigte. Beigesetzt wurde er auf dem jüdischen Friedhof in Marseille. 
Zum 10. Todestag erschienen eine DVD, ein Buch, eine eigene Homepage sowie eine Dokumentation über den Komiker. Ihm zu Ehren wurde im Park Longchamp in Marseille eine Tafel zum Andenken enthüllt.

## Filmografie
- 1997: Lügen haben kurze Röcke
- 1998: Die Chaos-Gang
- 1999: Prison à domicile
- 1999: Monsieur Napthali